# Якутская мифология

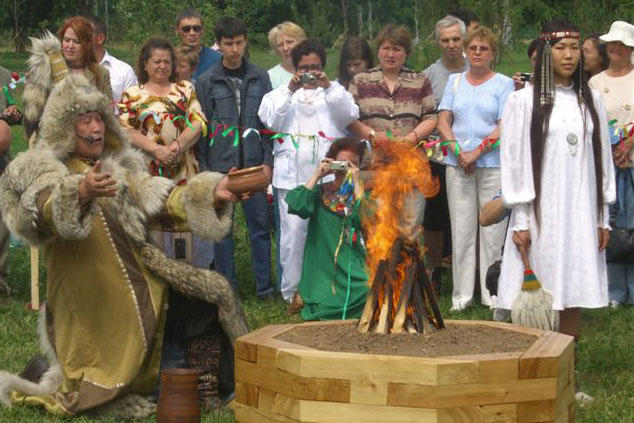
Обряд кормления огня

Яку́тская мифоло́гия отражает представления восточносибирского тюркоязычного народа якутов (саха) об окружающем мире, природе, места в ней людей и богов. Важную роль в ней играет шаманизм, то есть убеждение в существовании особых духовных миров (дойду) и возможности общения с ними. Основным источником старинных мифов является Олонхо.
Исторически происходит из общетюркской мифологии, благожелательных духов, связанных с предками, небом и иными светлыми началами - якуты именуют Айыы. Главой Айыы является Юрюнг Айыы Тойон (ср. общетюркский Тенгри), братом которого является Джёсёгей тойон. Обитателей нижнего из миров называют абаасы (ср. общетюркские Албасты), повелителем которых является Арсан Дуолай (в других источниках именуемый Великий Господин Уот Усутакы) (ср. общетюркский Эрлик). Они представляют угрозу для людей и способны им навредить. Айыы и абасы нередко находились в состоянии вражды, о чём свидетельствует образ Сюгэ тойона. Также существуют категории духов, связанные с природой нашего (среднего) мира — иччи и сюллюкюн. Общаться и бороться с этими духами могут лишь шаманы (ойуун), которые также являются главными героями якутской мифологии.
Традиционная вера Аар Айыы является официально зарегистрированной религией в Управлении Министерства юстиции Российской Федерации по Республике Саха (Якутия). Документальное свидетельство об этом вручил 11 января 2014 года заместитель руководителя управления Минюста по РС(Я) Алексей Никифоров.

## Космогония

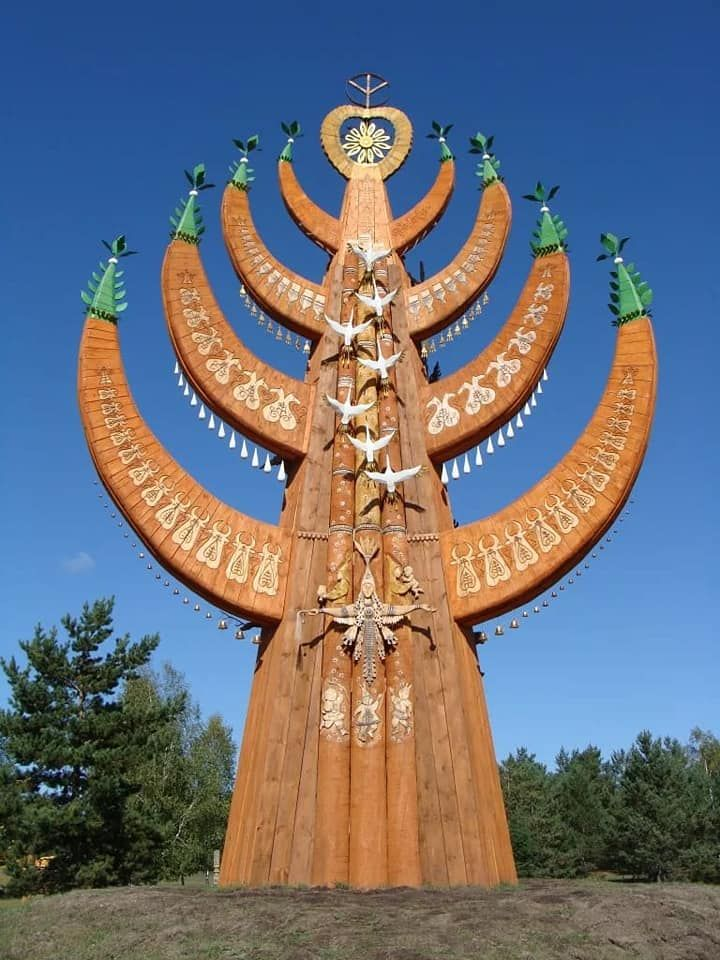
Современная инсталляция, изображающая Аал Луук Мас

Одним из основных космогонических символов в учении Айыы является Аал луук мас («Великое гигантское дерево») — символ триединства мира. Согласно космогонии Айыы мир состоит из трёх частей: Подземного мира (Аллараа дойду), где обитают абааhы (злые духи), Срединный мир (Орто дойду), где обитают люди и иччи, Верхний мир (Yөhээ дойду) — обиталище верховных божеств Айыы (не всегда благожелательных людям). Крона Аал луук мас символизирует Верхний мир, ствол — Срединный мир, корни — Подземный мир.
В Олонхо Ньургун Боотур Стремительный Платон Ойуунский описывает миф о сотворении среднего мира: три рода богов - айыы во главе с Юрюнг Айыы тойоном, небесные абаасы во главе с Улуу тойоном и абаасы нижнего мира во главе с Арсаном Дуолаем - ведут войну между собой, итогом которой изначальный мир силой Юрюнг Айыы тойона разделяется на три мира, средний мир становится преградой между абаасами нижнего мира и Айыы. 
Согласно якутским традиционным представлениям, душа (кут) состоит из трёх частей:
1. Ийэ-кут (материнская душа) — то что передается от родителей: традиции, культура, наследственность.
2. Буор-кут (земляная душа) — материальная часть, физическое тело.
3. Салгын-кут (воздушная душа) — интеллект, разум, коммуникативно-социальная составляющая.

Существенно, что после смерти три части кут разделяются и "возвращаются к своей природе": физическое тело разлагается в земле, разум растворяется в воздухе, о посмертии ийэ-кут данные разнятся.
На равне с кут важнейшей составляющей человека и других живых существ является сюр (як. сүр) жизненная сила, энергия, которая у различных существ имеется в разном количестве. Так про сильного человека говорят' "сүрдээх киһи" - человек с [большим количеством] сюр.

## Обряды
Главным обрядом в учении Айыы является ысыах - всенародный праздник, проводимый в день летнего солнцестояния в честь Юрюнг Айыы тойона. Согласно легендам, записанным Г.В. Ксенофонтовым, культурный герой Эллэй Боотур впервые установил празднование ысыаха, на котором впервые провёл обряд кумысопития в честь бога Юрюнг Айыы тойона. В современности обряд кумосопития и кумысожертвования также свойственен на ысыахах. Известны факты забивания жертвенных коней в военные времена. Исследователь XIX-го века Г.Ф. Миллер описывает различные жертвоприношения, например, забой жеребят и телят на ысыах.
Символы Айыы (например Аал луук мас) являются обязательными для изображения на празднике Ысыах и регламентируются соответствующими постановлениями правительства Республики Саха (Якутия).
В бытовом смысле, в современном якутском языке есть слово Аньыы, которое понимается как прегрешения, проступки или табу. Например, наступать ногами на могилу — «аньыы» (в смысле «нельзя»). Данное слово не следует путать с айыы.

## Пантеон божеств
Айыы (якут. айыы, аар айыы) — божества традиционной религии якутов Аар Айыы итэҕэлэ. Согласно якутской мифологии, айыы — жители Верхнего мира, прародители народа саха. 
- Юрюнг Айыы тойон (др. имя Юрюнг Тойон Айыы) (якут. Үрүҥ Аар Тойон, Үрүҥ Тойон Айыы) — творец мира, других айыы, демонов абасы, духов иччи, людей, животных и растений. Он глава небес и богов. Он живёт на девятом небе, которое представляется как прекраснейшая страна, где нет зимы, растёт белая трава, подобная крыльям белого лебедя. Он воплощается в образах белого жеребца или орла.
- Джёсёге́й тойо́н (др. имя Кюрюё Джёсёгёй тойо́н, Джёсёгёй Айыы, Кюн Джёсёгёй или Уордаах Джёсёгёй) (якут. Дьөhөгөй Тойон, Kүрүө Дьөhөгөй Тойон, Дьөhөгөй Айыы, Күн Дьөhөгөй, Уордаах Дьөhөгөй) — бог-покровитель лошадей. Он живёт на третьем небе. Он посылает людям конный скот, но может отобрать и обратно, если прогневается. Помогает людям вести хозяйство, трудиться. Наделяет человека силой, талантом, мастерством. Он старший из братьев богов.
- Исэгэй Иэйиэхсит (якут. Иhэгэй Иэйиэхсит) — богиня, наделяющая людей рогатым скотом.
- Хомпоруун Хотой Айыы (др. имя Сюнг Хаан, Сюнгкэн Эрэли) (якут. Хомпоруун Хотой Айыы, Сүҥ Хаан, Сүҥкэн Эрэли)— бог-покровитель птиц. Он воплощается в образе тёмно-сизого орла. Он — отец орла и жестоко карает человека, убившего эту птицу. Он второстепенный бог мужского пола, даёт людям многочисленный, но физически слабый приплод, в основном девочек, иногда — скот масти «хара дьагыл» (якут. хара дьаҕыл).
- Сюгэ тойон (др. имя Аан Дьаасын, Дьаа Буурай, Орой Буурай, Буурай Дохсун, Уордаах Дьасыбыл, Сюнг Дьаасын, Сюрдээх Кэлтээх Сюгэ Буурай Тойон) (якут. Сүгэ Тойон, Аан Дьааhын, Дьаа Буурай, Орой Буурай, Буурай Дохсун, Уордаах Дьаhыбыл, Сүҥ Дьааhын, Сүрдээх Кэлтээх Сүгэ Буурай Тойон) — бог грома и молнии. Иногда его называют третьим именем в триаде верховного творца. Гром представляется стуком копыт его коня, а молнии — его топором, которым он разит нечистые силы. Кроме того, он покровительствует скоту, посылает людям детей, жеребят и телят.
- Айыысыт (якут. Айыыhыт) — богиня, живущая на восточном небе и спускающаяся оттуда, окружённая ореолом света, в виде богато одетой пожилой женщины или кобылицы. Она появляется при родах, помогает благополучно разрешиться от бремени, благословляет родившееся дитя и покидает дом роженицы на третий день после родов. Айыысыт человека находится в стороне восхода летнего солнца. Существует ещё айыысыт конного скота, которая находится в стороне восхода зимнего солнца, айыысыт рогатого скота — под землёй. Кроме того, имеются айыысыт и у других животных.
- Иэйиэхсит (якут. Иэйиэхсит) — богиня-покровительница женщин. Живёт на восточном небе. Всегда открыта к людям, весела, задорна. Спускается на землю в мае. С её возвращением начинает зеленеть листва, начинается лето. Помогает людям своим волшебным советом, оберегает от злых сил, благословляет приплод скота. Не любит грязь и неопрятность.
- Одун Хаан (якут. Одун Хаан) — бог, живущий на восьмом небе. Спускается на землю в феврале. Изобретатель, помогает людям сооружать дома, изобретать новое. Также, является творцом судьбы.
- Дьылга Хаан (якут. Дьылҕа Хаан) — один из богов судьбы. Приоткрывает людям завесу тайны их судьбы.
- Чынгыс Хаан (якут. Чыныс Хаан) — бог судьбы, живущий на седьмом небе. Спускается на землю в декабре и властвует до середины февраля. Перекликается с одним из званий Темучина — Чингисхана
- Билгэ Хаан (якут. Билгэ Хаан) — бог знаний. Живёт на седьмом небе.
- Уйгулаан Хаан (якут. Уйгулаан Хаан) — бог любви. Соединяет сердца.
- Улу тойон (др. имя улуу-тойон, хара-суорун-улуу-тойон) — покровитель шаманов и отец воронов. также почитается как создатель болезней. По материалам Г.В. Ксенофонтова именно к нему обращался молодой Тыгын Дархан для отмщения за убитых предков.[6](стр. 57, текст №55).

## Внешние ссылки
- О древней религии народа саха Аар Айыы итэ5элэ на Информационном портале SakhaLife
- Якутская мифология и шаманы Архивная копия от 10 июня 2015 на Wayback Machine
- Персонажи якутской мифологии Архивная копия от 20 августа 2014 на Wayback Machine
- Якутская мифология (фольклор якутов)
- Лягушка: якутская мифология Архивная копия от 31 июля 2014 на Wayback Machine